# ستيلا جونز
ستيلا جونز (بالإنجليزية: Stella Jones)‏ هي كاتبة مسرحية وكاتِبة نيوزيلندية، ولدت في 5 أبريل 1904 في Kimbolton, New Zealand ‏ في نيوزيلندا، وتوفيت في 6 يونيو 1991 في نيوزيلندا.